# Bois-l'Évêque
Bois-l'Évêque es una comuna francesa situada en el departamento de Sena Marítimo, en la región Normandía.

## Demografía
| 161 | 175 | 202 | 260 | 290 | 368 | 578 |
| Para los censos de 1962 a 1999 la población legal corresponde a la población sin duplicidades (Fuente: INSEE [Consultar]) |     |     |     |     |     |     |